# Jihomoravský župní přebor 1995/1996
V soubojích 36. ročníku Jihomoravského župního přeboru 1995/96 (jedna ze skupin 5. fotbalové ligy) se utkalo 16 týmů každý s každým dvoukolovým systémem podzim–jaro. Tento ročník začal v srpnu 1995 a skončil v červnu 1996.

## Nové týmy v sezoně 1995/96
- Z Divize D 1994/95 sestoupila do Jihomoravského župního přeboru mužstva FC Slavia Třebíč a FC Ivacar Ivančice.
- Ze skupin I. A třídy Jihomoravské župy 1994/95 postoupila mužstva SK Tuřany (vítěz skupiny A) a SK Dolní Kounice (vítěz skupiny B).

## Konečná tabulka
Zdroj: 
| Poř. | Tým                         | Z  | V  | R | P  | VG | OG | B  |
| ---- | --------------------------- | -- | -- | - | -- | -- | -- | -- |
| 1.   | SK Dolní Kounice (N)        | 30 | 19 | 6 | 5  | 71 | 32 | 63 |
| 2.   | TJ Framoz Rousínov          | 30 | 17 | 3 | 10 | 53 | 39 | 54 |
| 3.   | SK Tuřany (N)               | 30 | 16 | 5 | 9  | 53 | 33 | 53 |
| 4.   | TJ BOPO Třebíč              | 30 | 16 | 5 | 9  | 53 | 35 | 53 |
| 5.   | FC Sparta Brno              | 30 | 15 | 7 | 8  | 50 | 35 | 52 |
| 6.   | TJ Slavoj Velké Pavlovice   | 30 | 16 | 6 | 8  | 57 | 37 | 48 |
| 7.   | FC Slavia Třebíč (S)        | 30 | 13 | 9 | 8  | 44 | 30 | 48 |
| 8.   | SK Slavkov u Brna           | 30 | 12 | 6 | 12 | 50 | 40 | 42 |
| 9.   | FC Náměšť nad Oslavou       | 30 | 12 | 5 | 13 | 57 | 50 | 41 |
| 10.  | Tatran Brno-Bohunice        | 30 | 11 | 8 | 11 | 42 | 37 | 41 |
| 11.  | FC Ivančice (S)             | 30 | 11 | 8 | 11 | 49 | 60 | 41 |
| 12.  | FC Pálava Mikulov           | 30 | 10 | 6 | 14 | 52 | 57 | 36 |
| 13.  | RAFK Rajhrad                | 30 | 9  | 6 | 15 | 42 | 59 | 33 |
| 14.  | SK Bystřice nad Pernštejnem | 30 | 8  | 6 | 16 | 41 | 71 | 30 |
| 15.  | FC Miroslav                 | 30 | 4  | 7 | 19 | 30 | 63 | 19 |
| 16.  | TJ Baník Zbýšov             | 30 | 3  | 3 | 24 | 19 | 85 | 12 |

Poznámky:
- Z = Odehrané zápasy; V = Vítězství; R = Remízy; P = Prohry; VG = Vstřelené góly; OG = Obdržené góly; B = Body; (S) = Mužstvo sestoupivší z vyšší soutěže; (N) = Mužstvo postoupivší z nižší soutěže (nováček)
- Velkým Pavlovicím bylo odečteno 6 bodů.[2]

|  | Postup do Divize D 1996/97                             |
|  | Sestup do I. A třídy Jihomoravské župy – sk. B 1996/97 |